# فهرست اعضای شورای اسلامی شهر تهران
آنچه در پی می‌آید، فهرست اعضای شورای اسلامی شهر تهران است.
نخستین دورهٔ شورای شهر تهران در سال ۱۳۷۸ آغاز شد. در سه دورهٔ اول، این شورا ۱۵ عضو اصلی و ۶ عضو علی‌البدل داشت اما در دورهٔ چهارم تعداد اعضا به ۳۱ عضو اصلی و ۱۲ علی‌البدل افزایش یافت. در خرداد ۱۳۹۵ تعداد اعضای شورا به ۲۱ نفر و ۱۱ علی‌البدل کاهش پیدا کرد.

## اعضا

### دورهٔ اول (۱۳۸۱–۱۳۷۸)
اعضا:
| #                 | عضو                        | جناح     | حزب              | توضیحات                                                    |
| ----------------- | -------------------------- | -------- | ---------------- | ---------------------------------------------------------- |
| ۱                 | عبدالله نوری               | اصلاح‌طلب | روحانیون مبارز   | رئیس (۱۳۷۸) در سال ۱۳۷۸ استعفا کرد                         |
| ۲                 | سعید حجاریان               | اصلاح‌طلب | جبههٔ مشارکت      | نایب رئیس (۱۳۸۱–۱۳۷۸)                                      |
| ۳                 | جمیله کدیور                | اصلاح‌طلب | روزنامه‌نگاران زن | در سال ۱۳۷۸ استعفا کرد                                     |
| ۴                 | فاطمه جلایی‌پور             | اصلاح‌طلب | جبههٔ مشارکت      |                                                            |
| ۵                 | ابراهیم اصغرزاده           | اصلاح‌طلب | همبستگی          | منشی (۱۳۷۹–۱۳۷۸) نایب رئیس (۱۳۸۱)                          |
| ۶                 | محمد عطریانفر              | اصلاح‌طلب | کارگزاران        | رئیس (۱۳۸۱–۱۳۸۰)                                           |
| ۷                 | احمد حکیمی‌پور              | اصلاح‌طلب | نیروهای خط امام  | منشی (۱۳۷۹–۱۳۷۸)                                           |
| ۸                 | محمدحسین درودیان           | اصلاح‌طلب | دفتر تحکیم وحدت  | منشی (۱۳۸۱–۱۳۷۹)                                           |
| ۹                 | سید محمود علیزاده طباطبایی | اصلاح‌طلب | کارگزاران        | خزانه‌دار (۱۳۸۱–۱۳۷۹)                                       |
| ۱۰                | مرتضی لطفی                 | اصلاح‌طلب | اسلامی کار       | منشی (۱۳۸۱–۱۳۷۹)                                           |
| ۱۱                | رحمت‌الله خسروی             | اصلاح‌طلب | نیروهای خط امام  | رئیس (۱۳۸۰–۱۳۷۸)                                           |
| ۱۲                | غلامرضا فروزش              | اصلاح‌طلب | کارگزاران        |                                                            |
| ۱۳                | صدیقه وسمقی                | اصلاح‌طلب | جبههٔ مشارکت      | سخنگو                                                      |
| ۱۴                | عباس دوزدوزانی             | اصلاح‌طلب | جبههٔ مشارکت      | رئیس (۱۳۷۸)                                                |
| ۱۵                | سید محمد غرضی              | اصلاح‌طلب | کارگزاران        | در ۹ شهریور ۱۳۷۸ استعفایش پذیرفته شد                       |
| ↓ اعضای علی‌البدل↓ |                            |          |                  |                                                            |
| ۱                 | داوود سلیمانی              | اصلاح‌طلب | جبههٔ مشارکت      | برای حضور در انتخابات مجلس استعفا کرد                      |
| ۲                 | محمدحسین حقیقی             | اصلاح‌طلب | جبههٔ مشارکت      | در ۶ مهر ۱۳۷۸ جایگزین اعضای مستعفی شد                      |
| ۳                 | امیر عابدینی               | مستقل    | —                | در ۶ مهر ۱۳۷۸ جایگزین اعضای مستعفی شد خزانه‌دار (۱۳۷۹–۱۳۷۸) |
| ۴                 | سید منصور رضوی             | اصلاح‌طلب | کارگزاران        | در ۶ مهر ۱۳۷۸ جایگزین اعضای مستعفی شد                      |

اعضای علی‌البدل دوره اول شورای شهر تهران به ترتیب زیر بودند:
1. داوود سلیمانی
2. محمدحسین حقیقی
3. امیر عابدینی
4. سید منصور رضوی
5. یحیی آل اسحاق
6. محمدکاظم سیفیان

### دورهٔ دوم (۱۳۸۶–۱۳۸۲)
اعضا:
| #  | عضو                   | جناح            | ائتلاف   | توضیحات                  |
| -- | --------------------- | --------------- | -------- | ------------------------ |
| ۱  | مهدی چمران            | اصول‌گرا         | آبادگران | رئیس و سخنگو (۱۳۸۶–۱۳۸۲) |
| ۲  | عباس شیبانی           | اصول‌گرا         | آبادگران |                          |
| ۳  | نادر شریعتمداری       | اصول‌گرا         | آبادگران |                          |
| ۴  | حسن بیادی             | اصول‌گرا         | آبادگران | نایب رئیس (۱۳۸۶–۱۳۸۲)    |
| ۵  | حسن زیاری             | اصول‌گرا         | آبادگران | منشی (۱۳۸۶–۱۳۸۴)         |
| ۶  | حبیب کاشانی           | اصول‌گرا         | آبادگران |                          |
| ۷  | محمود خسروی‌وفا        | اصول‌گرا         | آبادگران |                          |
| ۸  | حمزه شکیب             | اصول‌گرا         | آبادگران |                          |
| ۹  | خسرو دانشجو           | اصول‌گرا         | آبادگران | منشی (۱۳۸۶–۱۳۸۴)         |
| ۱۰ | مسعود زریبافان        | اصول‌گرا         | آبادگران | منشی (۱۳۸۶–۱۳۸۲)         |
| ۱۱ | رسول خادم             | مستقل ← اصول‌گرا | —        |                          |
| ۱۲ | امیررضا واعظی آشتیانی | اصول‌گرا         | آبادگران | خزانه‌دار (۱۳۸۶–۱۳۸۲)     |
| ۱۳ | نسرین سلطان‌خواه       | اصول‌گرا         | آبادگران | منشی (۱۳۸۴–۱۳۸۲)         |
| ۱۴ | منظر خیر حبیب‌اللهی    | اصول‌گرا         | آبادگران |                          |
| ۱۵ | مهنوش معتمدی‌آذر       | اصول‌گرا         | آبادگران |                          |

اعضای علی‌البدل دوره دوم شورای شهر تهران به ترتیب زیر بودند:
1. سید مصطفی تاج‌زاده
2. محمدمهدی مظاهری
3. ابوالقاسم آشوری
4. ابراهیم اصغرزاده
5. مهدی قاسمی کجانی
6. علیرضا رجایی

### دورهٔ سوم (۱۳۹۲–۱۳۸۶)
اعضا:
| #                  | عضو             | جناح             | ائتلاف                                | توضیحات                              |
| ------------------ | --------------- | ---------------- | ------------------------------------- | ------------------------------------ |
| ۱                  | مهدی چمران      | اصول‌گرا          | ائتلاف بزرگ اصولگرایان                | رئیس                                 |
| ۲                  | مرتضی طلائی     | اصول‌گرا          | ائتلاف بزرگ اصولگرایان                |                                      |
| ۳                  | رسول خادم       | اصول‌گرا          | ائتلاف بزرگ اصولگرایان                | خزانه‌دار                             |
| ۴                  | عباس شیبانی     | اصول‌گرا          | ائتلاف بزرگ اصولگرایان                |                                      |
| ۵                  | هادی ساعی       | اصلاح‌طلب ← مستقل | ائتلاف اصلاح‌طلبان                     | منشی                                 |
| ۶                  | حمزه شکیب       | اصول‌گرا          | ائتلاف بزرگ اصولگرایان/رایحهٔ خوش خدمت |                                      |
| ۷                  | علیرضا دبیر     | مستقل ← اصول‌گرا  | —                                     | منشی                                 |
| ۸                  | پروین احمدی‌نژاد | اصول‌گرا          | رایحهٔ خوش خدمت                        |                                      |
| ۹                  | معصومه ابتکار   | اصلاح‌طلب         | ائتلاف اصلاح‌طلبان                     |                                      |
| ۱۰                 | احمد مسجدجامعی  | اصلاح‌طلب         | ائتلاف اصلاح‌طلبان                     |                                      |
| ۱۱                 | محمدعلی نجفی    | اصلاح‌طلب         | ائتلاف اصلاح‌طلبان                     | در ۲۹ مرداد ۱۳۹۲ استعفایش پذیرفته شد |
| ۱۲                 | معصومه آباد     | اصول‌گرا          | ائتلاف بزرگ اصولگرایان                |                                      |
| ۱۳                 | حسن بیادی       | اصول‌گرا          | ائتلاف بزرگ اصولگرایان                | نایب رئیس                            |
| ۱۴                 | خسرو دانشجو     | اصول‌گرا          | رایحهٔ خوش خدمت                        | سخنگو                                |
| ۱۵                 | حبیب کاشانی     | اصول‌گرا          | ائتلاف بزرگ اصولگرایان                | خزانه‌دار                             |
| ↓ اعضای علی‌البدل ↓ |                 |                  |                                       |                                      |
| ۱                  | عبدالمقیم ناصحی | اصول‌گرا          | ائتلاف بزرگ اصولگرایان                | در ۳ شهریور ۱۳۹۲ جایگزین نجفی شد     |

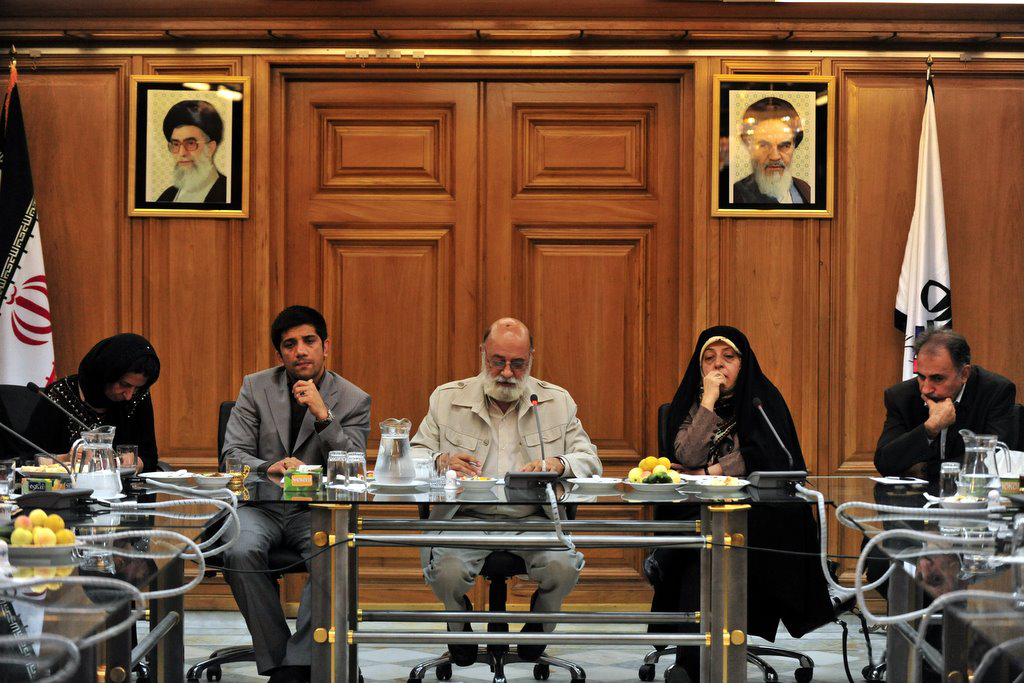
جلسهٔ شورا در سال ۲۰۰۹ با حضور پروین فهیمی (مادر سهراب اعرابی)

اعضای علی‌البدل دوره سوم شورای شهر تهران به ترتیب زیر بودند:
1. عبدالمقیم ناصحی
2. حسن زیاری
3. محمود خسروی‌وفا
4. امیرعلی امیری
5. بهمن ادیب‌زاده
6. محسن وفامهر

### دورهٔ چهارم (۱۳۹۶–۱۳۹۲)
اعضا:
| ۱                  | مهدی چمران         | اصول‌گرا            | —                      | آبادگران          | رئیس (۱۳۹۶–۱۳۹۳)                                    |
| ۲                  | علیرضا دبیر        | اصول‌گرا            | —                      | —                 |                                                     |
| ۳                  | احمد مسجدجامعی     | اصلاح‌طلب           | —                      | ائتلاف اصلاح‌طلبان | رئیس (۱۳۹۳–۱۳۹۲)                                    |
| ۴                  | حسین رضازاده       | اصول‌گرا            | —                      | —                 |                                                     |
| ۵                  | حبیب کاشانی        | اصول‌گرا            | —                      | آبادگران          |                                                     |
| ۶                  | هادی ساعی          | مستقل              | —                      | —                 | منشی (۱۳۹۳–۱۳۹۲)                                    |
| ۷                  | مرتضی طلائی        | اصول‌گرا            | پیشرفت و عدالت         | آبادگران          | نایب رئیس                                           |
| ۸                  | پرویز سروری        | اصول‌گرا            | رهپویان                | آبادگران          |                                                     |
| ۹                  | رضا تقی‌پور         | اصول‌گرا            | —                      | آبادگران          | سخنگو                                               |
| ۱۰                 | الهه راستگو        | اصلاح‌طلب ← اصول‌گرا | اسلامی کار             | ائتلاف اصلاح‌طلبان | منشی (۱۳۹۴–۱۳۹۲)                                    |
| ۱۱                 | عباس شیبانی        | اصول‌گرا            | اسلامی پزشکان/وفاداران | آبادگران          |                                                     |
| ۱۲                 | اسماعیل دوستی      | اصلاح‌طلب           | اعتماد ملی             | ائتلاف اصلاح‌طلبان |                                                     |
| ۱۳                 | احمد دنیامالی      | اصلاح‌طلب/اصول‌گرا   | —                      | ائتلاف اصلاح‌طلبان |                                                     |
| ۱۴                 | محمد سالاری        | اصلاح‌طلب           | همبستگی                | ائتلاف اصلاح‌طلبان |                                                     |
| ۱۵                 | محمدمهدی تندگویان  | اصلاح‌طلب           | —                      | ائتلاف اصلاح‌طلبان |                                                     |
| ۱۶                 | فاطمه دانشور       | اصلاح‌طلب           | —                      | ائتلاف اصلاح‌طلبان |                                                     |
| ۱۷                 | احمد حکیمی‌پور      | اصلاح‌طلب           | اراده ملت              | ائتلاف اصلاح‌طلبان |                                                     |
| ۱۸                 | محمد حقانی         | اصلاح‌طلب           | —                      | ائتلاف اصلاح‌طلبان |                                                     |
| ۱۹                 | مجتبی شاکری        | اصول‌گرا            | ایثارگران              | —                 |                                                     |
| ۲۰                 | عبدالحسین مختاباد  | اصلاح‌طلب           | —                      | ائتلاف اصلاح‌طلبان |                                                     |
| ۲۱                 | رحمت‌الله حافظی     | اصول‌گرا            | —                      | آبادگران          |                                                     |
| ۲۲                 | ابوالفضل قناعتی    | اصول‌گرا            | —                      | آبادگران          | منشی (۱۳۹۶–۱۳۹۳)                                    |
| ۲۳                 | اقبال شاکری        | اصول‌گرا            | —                      | آبادگران          |                                                     |
| ۲۴                 | مهدی حجت           |                    | —                      | ائتلاف اصلاح‌طلبان | پیش از آغاز شورا استعفا داد                         |
| ۲۵                 | غلامرضا انصاری     | اصلاح‌طلب           | همبستگی/اتحاد ملت      | ائتلاف اصلاح‌طلبان |                                                     |
| ۲۶                 | معصومه آباد        | اصول‌گرا            | ایثارگران              | آبادگران          |                                                     |
| ۲۷                 | عبدالمقیم ناصحی    | اصول‌گرا            | جامعه روحانیت مبارز    | آبادگران          |                                                     |
| ۲۸                 | محسن سرخو          | اصلاح‌طلب           | اسلامی کار/خانه کارگر  | آبادگران          |                                                     |
| ۲۹                 | عباس جدیدی         | مستقل              | —                      | —                 |                                                     |
| ۳۰                 | محسن پیرهادی       | اصول‌گرا            | رهپویان/پیشرفت و عدالت | آبادگران          | منشی (۱۳۹۶–۱۳۹۴)                                    |
| ۳۱                 | محمدمهدی مفتح      |                    | —                      | آبادگران          | پیش از آغاز شورا استعفا داد                         |
| ↓ اعضای علی‌البدل ↓ |                    |                    |                        |                   |                                                     |
| ۱                  | مسعود سلطانی‌فر     | اصلاح‌طلب           | اعتماد ملی             | ائتلاف اصلاح‌طلبان | جایگزین مفتح شد در ۱۵ بهمن ۱۳۹۲ استعفایش پذیرفته شد |
| ۲                  | ولی‌الله شجاع‌پوریان | اصلاح‌طلب           | اعتماد ملی/اتحاد ملت   | ائتلاف اصلاح‌طلبان | جایگزین حجت شد                                      |
| ۳                  | علی صابری          | اصلاح‌طلب           | —                      | ائتلاف اصلاح‌طلبان | در ۲۹ بهمن ۱۳۹۲ جایگزین سلطانی‌فر شد                 |

اعضای علی‌البدل دوره چهارم شورای شهر تهران به ترتیب زیر بودند:
1. مسعود سلطانی‌فر
2. ولی‌الله شجاع‌پوریان
3. علی صابری
4. افشین حبیب‌زاده
5. حسن خلیل‌آبادی
6. زهرا صدراعظم نوری
7. فائزه دولتی میاب
8. عباس میرزاابوطالبی
9. عباس مسجدی آرانی
10. عادل عبدی
11. خسرو دانشجو
12. حسن غفوری‌فرد

### دورهٔ پنجم (۱۴۰۰–۱۳۹۶)
| #  | عضو                 | جناح     | حزب                | ائتلاف | توضیحات   |
| -- | ------------------- | -------- | ------------------ | ------ | --------- |
| ۱  | محسن هاشمی رفسنجانی | اصلاح‌طلب | کارگزاران          | امید   | رئیس      |
| ۲  | مرتضی الویری        | اصلاح‌طلب | —                  | امید   |           |
| ۳  | احمد مسجدجامعی      | اصلاح‌طلب | —                  | امید   |           |
| ۴  | شهربانو امانی       | اصلاح‌طلب | کارگزاران          | امید   |           |
| ۵  | محمدجواد حق‌شناس     | اصلاح‌طلب | اعتماد ملی         | امید   |           |
| ۶  | بهاره آروین         | اصلاح‌طلب | —                  | امید   | منشی      |
| ۷  | سید ابراهیم امینی   | اصلاح‌طلب | اعتماد ملی         | امید   | نایب رئیس |
| ۸  | افشین حبیب‌زاده      | اصلاح‌طلب | اسلامی کار         | امید   |           |
| ۹  | آرش حسینی میلانی    | اصلاح‌طلب | اتحاد ملت          | امید   |           |
| ۱۰ | حسن خلیل‌آبادی       | اصلاح‌طلب | اسلامی معلمان      | امید   |           |
| ۱۱ | علی اعطا            | اصلاح‌طلب | اتحاد ملت          | امید   | سخنگو     |
| ۱۲ | زهرا صدراعظم نوری   | اصلاح‌طلب | مجمع زنان اصلاح‌طلب | امید   |           |
| ۱۳ | محمد سالاری         | اصلاح‌طلب | همبستگی            | امید   |           |
| ۱۴ | حسن رسولی           | اصلاح‌طلب | امید ایرانیان      | امید   | خزانه‌دار  |
| ۱۵ | ناهید خداکرمی       | اصلاح‌طلب | —                  | امید   |           |
| ۱۶ | مجید فراهانی        | اصلاح‌طلب | ندا                | امید   |           |
| ۱۷ | زهرا نژادبهرام      | اصلاح‌طلب | روزنامه‌نگاران زن   | امید   | منشی      |
| ۱۸ | محمود میرلوحی       | اصلاح‌طلب | اتحاد ملت          | امید   |           |
| ۱۹ | الهام فخاری         | اصلاح‌طلب | عدالت و آزادی      | امید   |           |
| ۲۰ | محمد علیخانی        | اصلاح‌طلب | جوانان             | امید   |           |
| ۲۱ | حجت نظری            | اصلاح‌طلب | اعتماد ملی         | امید   |           |

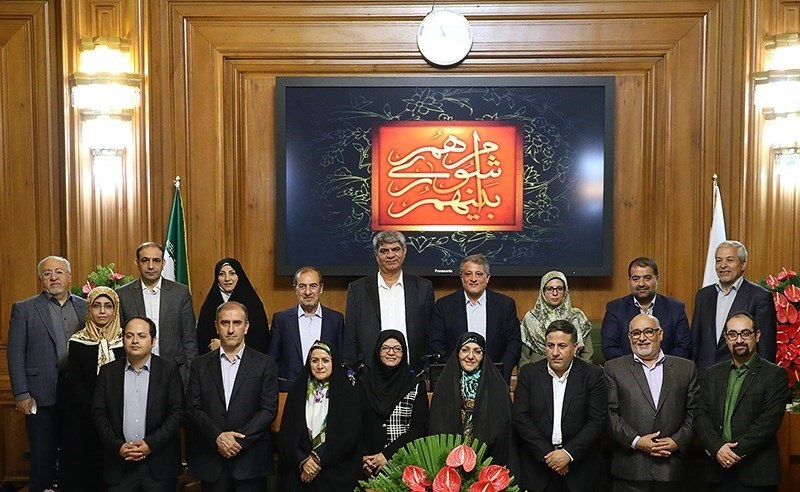
اعضای دورهٔ پنجم

اعضای علی‌البدل دوره پنجم شورای شهر تهران به ترتیب زیر بودند:
1. مهدی چمران
2. علیرضا دبیر
3. حبیب کاشانی
4. مرتضی طلائی
5. جلال ملکی
6. الهه راستگو
7. محسن پیرهادی
8. پرویز سروری
9. اقبال شاکری
10. زهره سادات لاجوردی
11. رضا تقی‌پور

### دورهٔ ششم (۱۴۰۵–۱۴۰۰)
| #  | عضو                  | جناح    | حزب            | ائتلاف       | توضیحات  |
| -- | -------------------- | ------- | -------------- | ------------ | -------- |
| ۱  | مهدی چمران           | اصول‌گرا | —              | تهران سربلند | رئیس     |
| ۲  | پرویز سروری          | اصول‌گرا | جمعیت رهپویان  | تهران سربلند | نایب‌رئیس |
| ۳  | نرجس سلیمانی         | اصول‌گرا | —              | تهران سربلند |          |
| ۴  | حبیب کاشانی          | اصول‌گرا | آبادگران       | تهران سربلند | خزانه‌دار |
| ۵  | محمد آخوندی          | اصول‌گرا | —              | تهران سربلند |          |
| ۶  | ناصر امانی           | اصول‌گرا | پیشرفت و عدالت | تهران سربلند |          |
| ۷  | مهدی پیرهادی         | اصول‌گرا | —              | تهران سربلند |          |
| ۸  | مهدی بابائی          | اصول‌گرا | —              | تهران سربلند |          |
| ۹  | سید جعفر تشکری هاشمی | اصول‌گرا | —              | تهران سربلند |          |
| ۱۰ | سید احمد علوی        | اصول‌گرا | پیشرفت و عدالت | تهران سربلند |          |
| ۱۱ | مهدی اقراریان        | اصول‌گرا | نسل نو         | تهران سربلند |          |
| ۱۲ | مهدی عباسی           | اصول‌گرا | —              | تهران سربلند |          |
| ۱۳ | علیرضا نادعلی        | اصول‌گرا | جمعیت رهپویان  | تهران سربلند | سخنگو    |
| ۱۴ | احمد صادقی           | اصول‌گرا | —              | تهران سربلند |          |
| ۱۵ | سید محمد آقامیری     | اصول‌گرا | آبادگران جوان  | تهران سربلند |          |
| ۱۶ | میثم مظفر            | اصول‌گرا | جمعیت جانبازان | تهران سربلند |          |
| ۱۷ | زهرا شمس احسان       | اصول‌گرا | —              | تهران سربلند |          |
| ۱۸ | نرگس معدنی‌پور        | اصول‌گرا | —              | تهران سربلند |          |
| ۱۹ | علی‌اصغر قائمی        | اصول‌گرا | —              | تهران سربلند |          |
| ۲۰ | سوده نجفی            | اصول‌گرا | نسل نو         | تهران سربلند | منشی     |
| ۲۱ | جعفر بندی شربیانی    | اصول‌گرا | نسل نو         | تهران سربلند | منشی     |

اعضای علی‌البدل دوره ششم شورای شهر تهران به ترتیب زیر هستند:
1. جعفر فرجی
2. سید مهدی زریباف
3. حسین قرائی
4. سید محمد آقامیری
5. اسماعیل احمدی
6. مرتضی طلائی
7. سید مرتضی محمودی
8. سید مجید حسینی
9. حامد علامتی
10. عرفان خسرویان
11. محمد خزاعی